# اربانا (ایلینوی)
اِربانا، ایلینوی (به انگلیسی: Urbana, Illinois) یک شهر در ایالات متحده آمریکا با جمعیت ۴۱٬۲۵۰ نفر است که در شهرستان شمپین واقع شده‌است. عمده شهرت این شهر به دلیل قرار گرفتن دانشگاه ایلینوی اربانا شمپین در این شهر است.

## در فرهنگ عامه
در فیلم ۲۰۰۱: ادیسه فضایی محصول سال 1968 به کارگردانی استنلی کوبریک، اربانا به عنوان محلی که در آن هال ۹۰۰۰ برنامه نویسی شد، نام برده شده است.

## موقعیت جغرافیایی
موقعیت جغرافیایی شهرها و مناطق اطراف به شرح زیر است: